# Перуника
Перуника (болг. Перуника) — село в Болгарии. Находится в Кырджалийской области, входит в общину Крумовград. Население составляет 46 человек.

## Политическая ситуация
В местном кметстве Перуника, в состав которого входит Перуника, должность кмета (старосты) исполняет Шюкрю Мустафа Исмаил (Движение за права и свободы (ДПС)) по результатам выборов правления кметства.
Кмет (мэр) общины Крумовград — Себихан Керим Мехмед (Движение за права и свободы (ДПС)) по результатам выборов в правление общины.